# Vodní elektrárna Keokuk
Vodní elektrárna Keokuk je vodní dílo na řece Mississippi. V době uvedení do provozu v roce 1913 byla nejvýkonnější vodní elektrárnou na světě. Pro svůj mimořádný význam v dějinách industrializace byla stavba zařazena do seznamu národních technických památek.

## Historie sídla

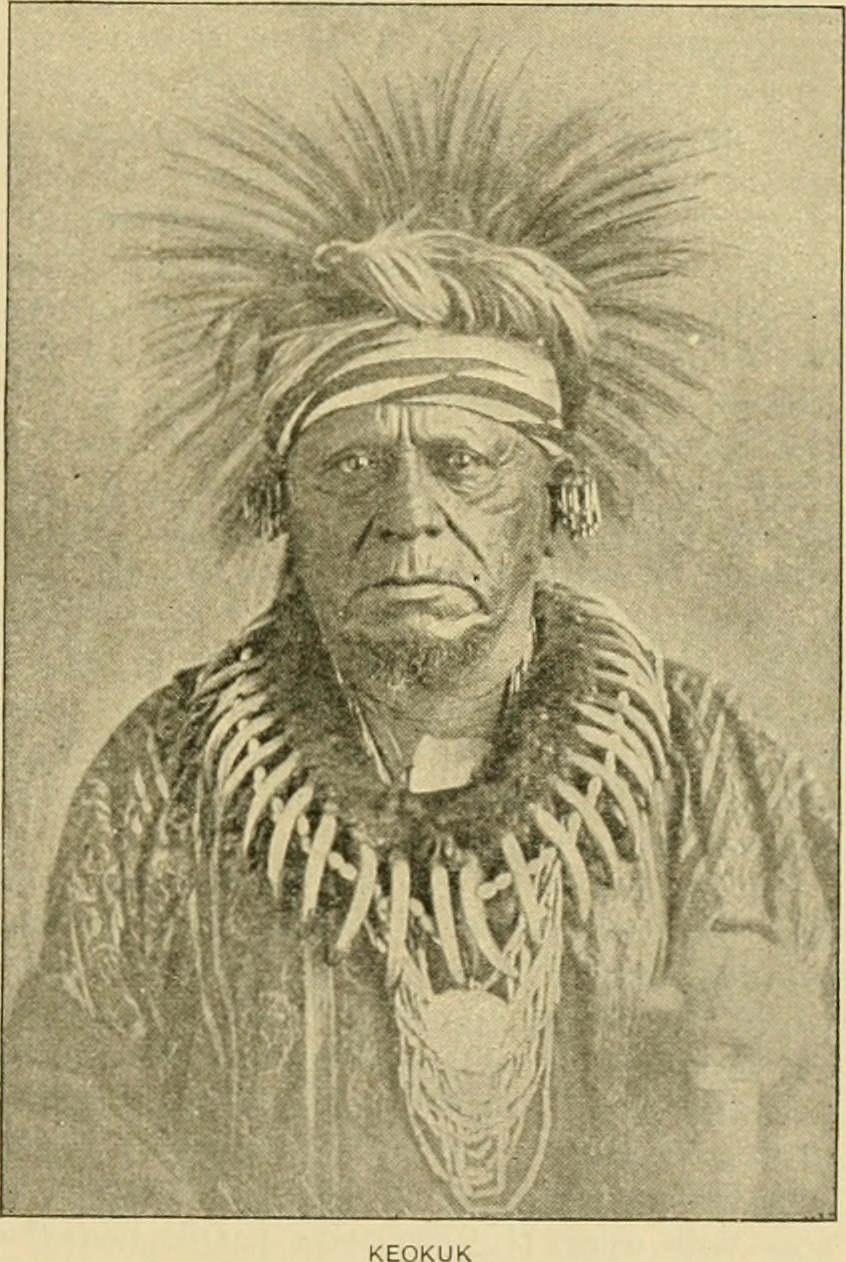
Náčelník Keokuk

Soutok řeky Des Moines a Mississippi byl ideálním místem pro zakládání obchodních osad. Peřeje na řece Mississippi byly přirozenou zádrží pro říční cestu obchodu s kožešinami. Zejména rozvoj provozu parníků podporoval růst významu sídla, které v roce 1820 mělo 20 domů a jednu hospodu.
V roce 1832 došlo mezi bílými přistěhovalci a domorodým obyvatelstvem kmene Sauků k ozbrojenému konfliktu, známému  jako Black Hawk War. Černý Jestřáb ( Black Hawk ) byl vůdcem skupiny, která již v roce 1812 podporovala Brity proti bílým osadníkům. Opozici Černého Jestřába představoval náčelník Keokuk, který od počátku střetů až do své smrti zastával mírová řešení. Byl uznávaným politikem, schopným stejně účinně přesvědčovat obě strany. Byl si vědom rostoucí a nezastavitelné přesily bělochů a členy svého kmene dokázal přesvědčit svým legendárním bojovým tancem, během něhož zprvu strhával kmenové mínění k bojovým náladám, ale v závěru znázorňoval posmrtné křeče bezmocné oběti sebevraždy. Tímto ojedinělým nástrojem politické propagandy dokázal přivést k mírovým jednáním i sousední bojovné Siouxy. Po vítězném střetu s Černým Jestřábem převedl svůj kmen do nové rezervace k městu Ottawa v Kansasu. Zemřel v červnu 1848 a příčina smrti má tři základní verze, úplavici, alkohol a otravu jedem, podaným zastáncem politiky v té době již nežijícího Černého Jestřába. Osada na soutoku řek Des Moines a Mississippi byla po náčelníkovi Keokukovi pojmenována krátce po ukončení války Blackhawk v roce 1832.
V polovině 19. století se město stalo významnou přestupnou stanicí pro více než 2 000 Mormonů, putujících na západ. Město se na dlouhou dobu stalo domovem Oriona Clemense, staršího bratra Samuela Langhorna Clemense (1835 - 1910). Samuel právě v domě svého bratra Oriona na břehu řeky Mississippi začal psát své povídky o krásách řeky a městečka Keokuku pod pseudonymem Mark Twain.  

## Historie vodního díla
Na konci 19. století byly zprovozněny na březích Niagáry elektrárny o výkonu desetitisíců koňských sil a byl úspěšně realizován přenos elektrické energie na vzdálenost přes 30 km. Jednalo se jednoznačně  o nejvýkonnější vodní elektrárny na světě, ale brzy začaly ve výkonu soutěžit s vodními díly v Evropě. Na přelomu století postavili Britové největší zděnou hráz na světě přes řeku Nil u Asuánu. Začátkem 20. století se tak američtí stavitelé, konstruktéři i průmyslníci zákonitě objevili na březích největší severoamerické řeky Mississippi, a to právě u legendárních peřejí u města Keokuk.

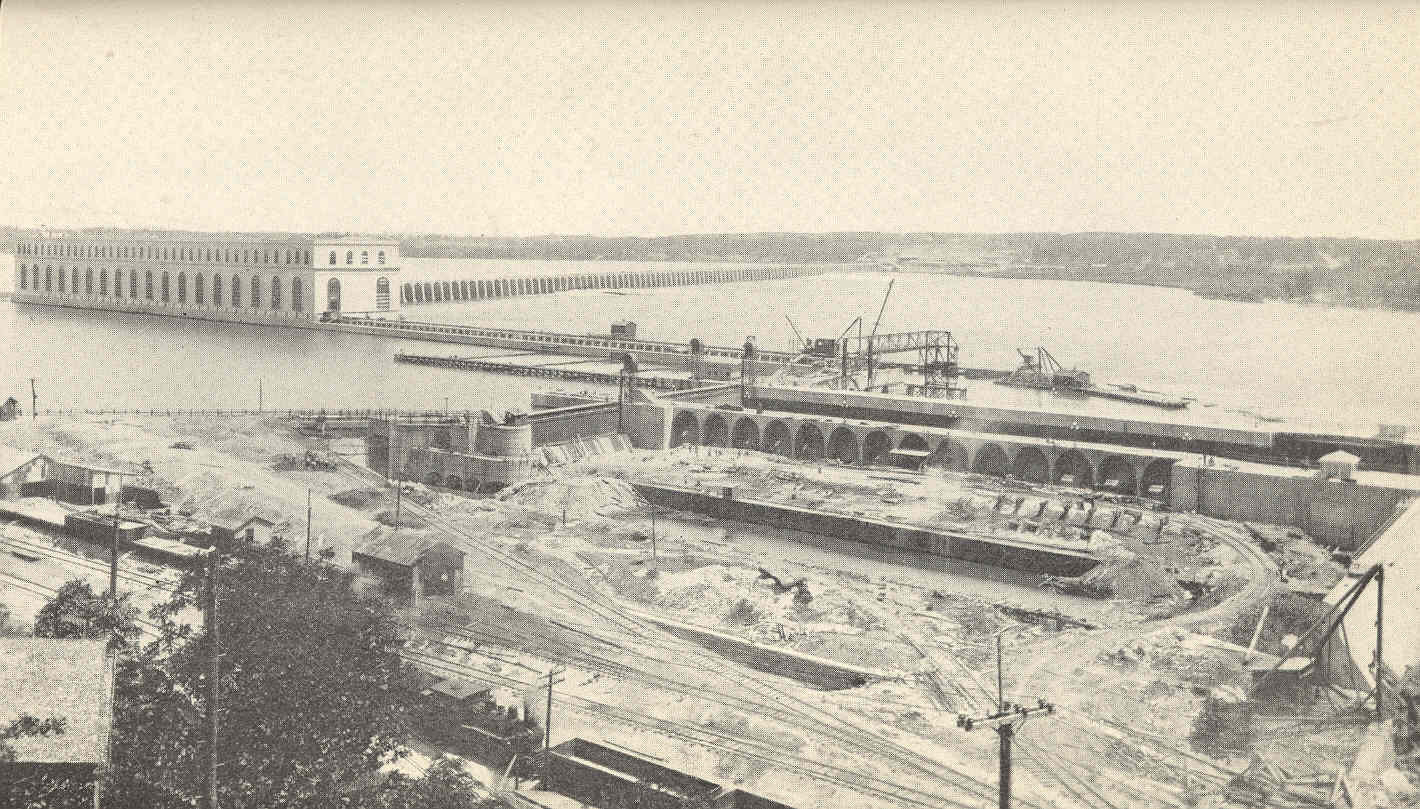
Dokončovací práce na zdymadle

V roce 1905 byla na kanadském břehu Niagáry úspěšně zprovozněna elektrárna Toronto Power Station, podle projektu Hugha Lincolna Coopera, která bez větších problémů pracovala až do roku 1974. Získaná reputace přivedla nadšeného mladého inženýra ke břehům Mississippi a právě Hugh Lincoln Cooper přesvědčil vedení nově vzniklé společnosti Hamilton Water Power ke stavbě díla právě u Keokuku.
Bohužel zemětřesení v San Franciscu pozastavilo zájem investorů na několik let, nicméně v roce 1910 již začaly první práce. V témže roce byly podepsány smlouvy na odběr 44,7 MW elektrického výkonu od tří společností v St. Luis, vzdálených více než 100 km.  Začala se budovat přenosová trasa 110 KV, která byla ve své době stejně odvážným krokem, jakým byl před patnácti lety přenos z Niagara Falls do Buffalo.
Peřeje se staly klidnou hladinou v létě 1911. Drsná zima 1911/1912 připravila pro hrubou stavbu prověrku v podobě zátěže až 70 cm silných ledových ker. V květnu 1913 byla dokončena stavba přelivu a do provozu uvedeno zdymadlo, kde vedle sebe mohly proplouvat dva parníky. Plavba skrz zdymadlo s moderními vraty trvala 20 minut oproti dvěma hodinám dosavadních zdymadlových systémům na Mississippi. Podle zkušeností z niagarských elektráren byly vyrobeny Francisovy turbíny, poskytující dostatečnou účinnost i pro pracovní spád 12 m.
Od 23. června 1913 se ocitlo 110-kV přenosové vedení k St. Louis pod napětím.

## Technické údaje
Stavba je jediným betonovým celkem, sestávajícím ze suché hráze s přelivnými poli, elektrárny, zdymadla a protiledové hráze o celkové délce 2 745 m.

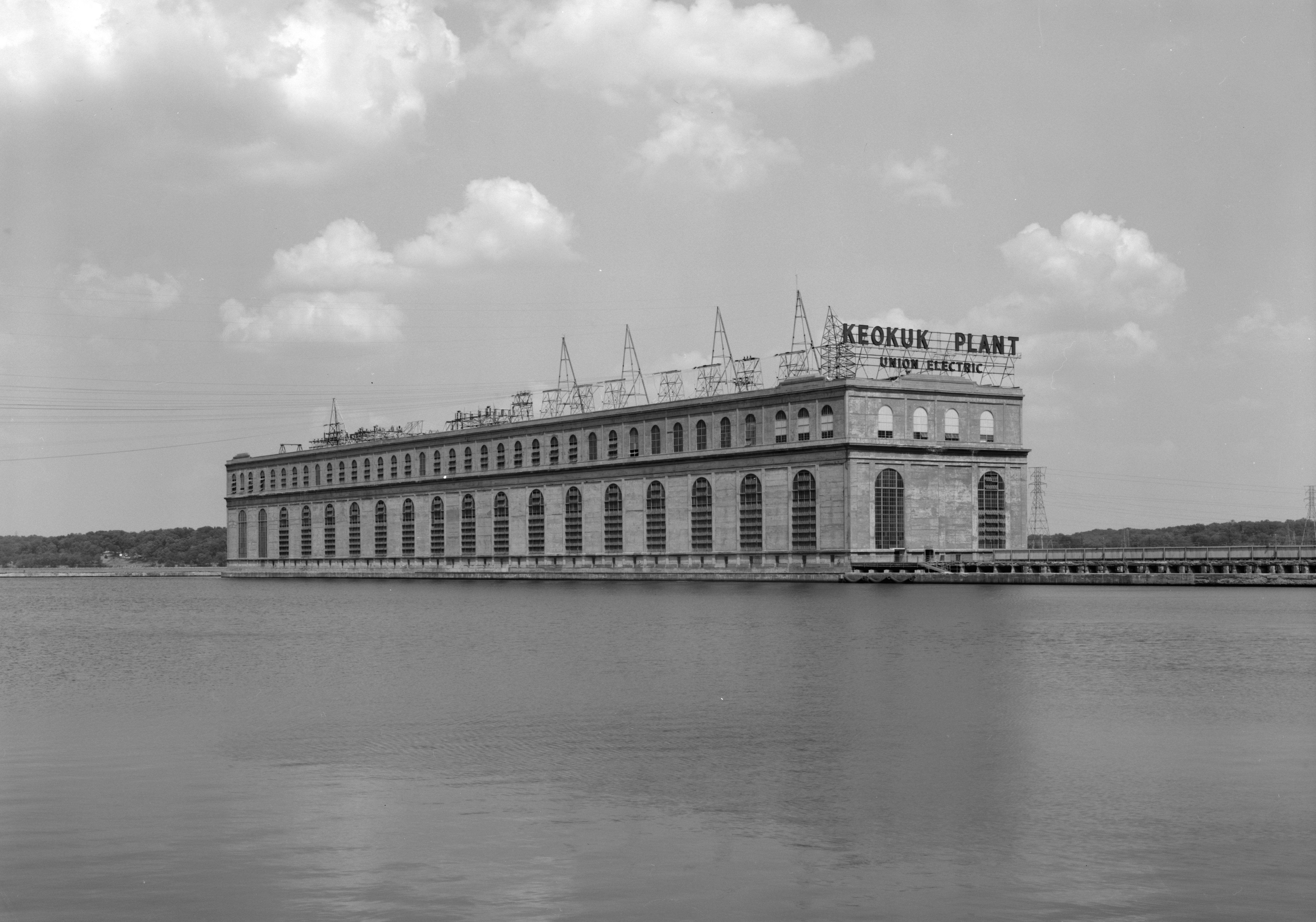
Budova elektrárny

V době uvedení do provozu bylo vodní dílo nejdelší monolitickou betonovou přehradou, v celkové délce přehrady stanulo na druhém místě po zděné hrázi u Asuánu na Nilu.
- Největší turbíny, které kdy byly postaveny
- Nejtěžší rotující závaží zavěšené na jednom ložisku
- Největší propustná pole
- Pouze pneumaticky ovládaná vrata
- První dálkové přenosové vedení
- První vysokonapěťové transformátory
- První vysokonapěťové izolátory.

Svým instalovaným výkonem 142 MW stanula na předním světovém místě do roku 1922, kdy se prvenství opět vrátilo k Niagáře, tentokráte ke kanadskému břehu k elektrárně Sir Adam Beck I.

## Závěr
Časem byly původní Francisovy turbíny zaměněny za účinnější Kaplanovy a napěťová soustava rekonstruována na americký standard 60 Hz. Dříve ohromující výkon se postupem času stal bezvýznamným a jeho další zvyšování nebylo možné. Svůj význam dílo však stále udržuje jako součást 27stupňové kaskády zdymadel vodní cesty na Mississippi. Jako zdymadlo Lock No.19 umožňuje přes spád 12 m roční přepravu nákladu přes 20 miliónů tun.
Svými hydrodynamickými parametry se vodní dílo stalo základním modelem pro budování dalších kolosů na širokých a vodných tocích Dněpru, Volhy a Dunaje.
Na břehu veliké řeky Mississippi, kde začal psát své první vzpomínky Mark Twain, se sen o rozvodu elektrické energie na stokilometrové vzdálenosti stal skutečností.